# Hunoldstal
Hunoldstal is een plaats in de Duitse gemeente Schmitten, deelstaat Hessen, en telt 434 inwoners.